# Rise (album, The Unity)
Rise je druhé studiové album německo-italské hardrockové hudební skupiny The Unity. Vydáno bylo 14. září 2018 u společnosti SPV GmbH. Bylo nahráno v hudebním studiu B Castle Studio a smícháno a zmasterizováno bylo španělským zvukovým technikem Miquelem A. Riutortem. Skupina na albu začala pracovat v lednu roku 2018 poté, co dostala nabídku hrát jako předkapela na podzimním turné Axella Rudiho Pella; nechtěla totiž tato vystoupení odehrát bez nových skladeb.
Albu se podařilo probojovat se na 69. místo v německé hitparádě Media Control Charts, přičemž šlo o první umístění kapely v jakékoliv albové hitparádě.

## Seznam skladeb
| Pořadí         | Název                 | Délka |
| -------------- | --------------------- | ----- |
| 1.             | Revenge               | 1:25  |
| 2.             | Last Betrayal         | 4:19  |
| 3.             | You Got Me Wrong      | 3:49  |
| 4.             | The Storm             | 4:52  |
| 5.             | Road to Nowhere       | 7:06  |
| 6.             | Welcome Home          | 4:26  |
| 7.             | All that Is Real      | 3:59  |
| 8.             | No Hero               | 5:17  |
| 9.             | The Willow Tree       | 4:23  |
| 10.            | Above Everything      | 3:52  |
| 11.            | Children of the Light | 4:51  |
| 12.            | Better Day            | 3:46  |
| 13.            | L.I.F.E.              | 5:20  |
| Celková délka: | Celková délka:        | 57:25 |

## Obsazení
- Jan Manenti – zpěv
- Henjo Richter – kytara
- Sascha Onnen – kytara
- Stefan Ellerhorst – klávesy
- Jogi Sweers – basová kytara
- Michael Ehré – bicí

Technická podpora
- Miquel Àngel Riutort – mastering, mix
- Alexander Mertsch – fotograf